# Rochegude (Gard)
Rochegude település Franciaországban, Gard megyében. Lakosainak száma 246 fő (2022. január 1.). Rochegude Méjannes-le-Clap, Rivières, Saint-Denis, Saint-Jean-de-Maruéjols-et-Avéjan, Saint-Victor-de-Malcap és Tharaux községekkel határos.

## Népesség
A település népessége az elmúlt években az alábbi módon változott:
| Lakosok száma | 197  | 215  | 176  | 209  | 226  | 240  | 252  | 257  | 253  | 246  |
|               | 1968 | 1982 | 1990 | 2006 | 2013 | 2015 | 2017 | 2019 | 2020 | 2022 |